# 유럽 연합의 이름
다음은 23개 공식 언어로 된 유럽 연합의 이름이다.
- 그리스어: Ευρωπαϊκή Ένωση
- 네덜란드어: Europese Unie
- 덴마크어: Den Europæiske Union
- 독일어: Europäische Union
- 라트비아어: Eiropas Savienība
- 리투아니아어: Europos Sąjunga
- 루마니아어: Uniunea Europeană
- 몰타어: L-Unjoni Ewropea
- 불가리아어: Европейски съюз
- 스웨덴어: Europeiska unionen
- 스페인어: Unión Europea
- 슬로바키아어: Európska únia
- 슬로베니아어: Evropska unija
- 아일랜드어: An tAontas Eorpach
- 에스토니아어: Euroopa Liit
- 영어: European Union
- 이탈리아어: Unione Europea
- 체코어: Evropská unie
- 포르투갈어: União Europeia
- 폴란드어: Unia Europejska
- 프랑스어: Union Européenne
- 핀란드어: Euroopan unioni
- 헝가리어: Európai Unió

## 다른 언어
유럽 헌법의 초안은 두 개의 가입국의 공식 언어와 두 개의 후보국의 공식 언어로도 번역되었다. 이에 따른 유럽 연합의 이름은 다음과 같다.
- 크로아티아어: Europska unija
- 튀르키예어: Avrupa Birliği

유럽 연합 국가에서 쓰이는 다른 언어로 된 이름은 다음과 같다.
- 갈리시아어: Unión Europea
- 룩셈부르크어: Europäesch Unioun
- 바스크어: Europako Batasuna
- 브르타뉴어: Unvaniezh Europa
- 스코틀랜드 게일어: Aonadh Eòrpach
- 에스페란토: Eŭropa Unio
- 왈론어: Union Uropeyinne
- 웨일스어: Undeb Ewropeaidd
- 저지 독일어: Europäisch Union
- 카슈브어: Eùropejskô Ùnijô
- 카탈루냐어: Unió Europea
- 콘월어: Unyans Europek
- 프리지아어: Jeropeeske Uny
- 프리울리어: Union Europeane